# 西伯利亞滯留者
西伯利亞滯留者，指的是二戰結束以後被蘇聯紅軍解除武裝後押往西伯利亞古拉格的日本戰俘，人数为560,000至760,000人，据估计这其中有60,000至347,000人因囚禁而死亡。
這些戰俘有的是日本人，有的是朝鮮人，原本是駐守滿洲國（今中國東北）的日本皇軍的軍人，後來在八月風暴行動中或是向蘇聯紅軍投降，或是被紅軍解除武裝。這些戰俘多被流放到西伯利亞和蒙古人民共和國進行強制勞動改造。由於環境極其惡劣，以及缺乏基本的糧食和休息，許多戰俘死在了勞改地。
這些戰俘並非都被送往西伯利亞劳改，也有在中亞、北韓、高加索和波羅的海加盟國家勞改的，這些當時都是蘇聯的控制範圍。也有一些日本人接受了斯大林政權的共產主義教育，成為了「赤化日本人」。
1947年至1956年，由于日本與蘇聯恢復外交關係，西伯利亞滯留者才陸陸續續回到了日本。也有一些沒能歸國的，成為日本裔俄羅斯人。
1993年10月，俄羅斯總統葉利欽在訪問日本之際，聲稱前蘇聯政府的對待日本戰俘是不人道的，並對當時的違法行為表示道歉。